# 大韩航空与韩亚航空合并

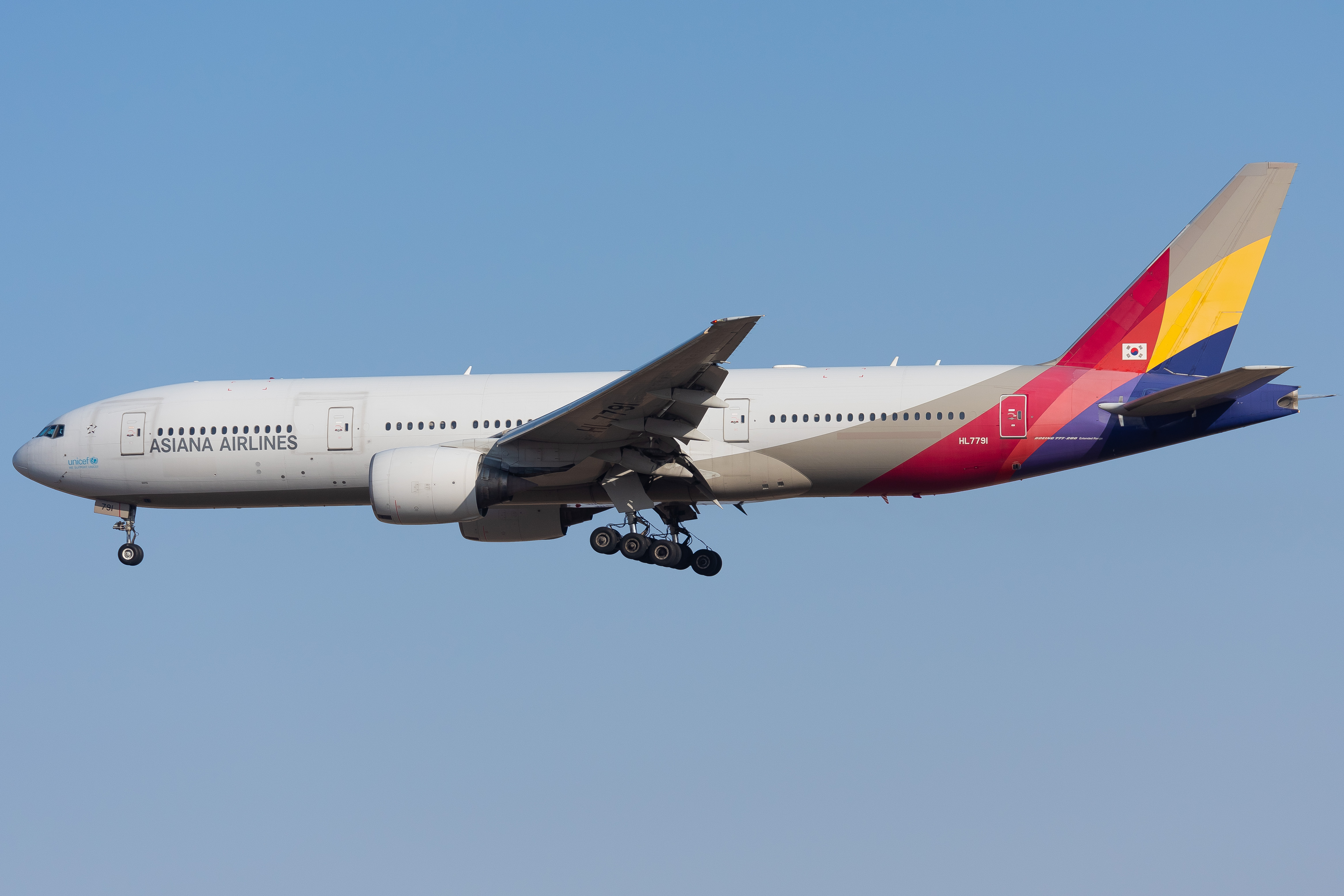
合并后的韩亚航空波音777-200ER，其被合并前原有的锦湖韩亚集团名称和徽标已被移除

大韩航空与韩亚航空合并是韩国政府于2020年11月宣布的一项政策，该政策导致大韩航空吸收合并韩亚航空，从而成为韩国占主导地位的航空公司。经世界各地公平竞争机构批准，该合并于2024年12月12日完成，并购后的大韩航空将成为东北亚地区最大的航空公司，以及世界第十大航空公司。

## 背景
2020年11月16日，韩国国土交通部宣布大韩航空拟收购韩亚航空。合并计划于同日获得大韩航空董事会批准。韩国国有银行韩国产业银行同意向韩进集团提供8000亿韩元资金，为两家航空公司的合并提供资金支持。
大韩航空是天合联盟的创始成员，而韩亚航空则是星空联盟的成员。若本次合并获得批准并完成，合并后的航空公司将成为天合联盟的成员。若合并顺利进行，韩国国土交通部打算将两家航空公司的廉价航空子公司（釜山航空、首尔航空和真航空）整合为一家专注于韩国支线机场的廉价航空公司。
若收购案获得批准，合并的具体内容包括：
- 大韩航空将与韩亚航空合并，创建一家在韩国占主导地位的航空公司，而韩亚航空将解散[12]。
- 大韩航空的廉价航空子公司真航空以及韩亚航空的廉价航空子公司釜山航空和首尔航空将被合并为一家独立的廉价航空公司。

大韩航空董事长兼首席执行官赵源泰和总裁吴基洪证实，公司计划稍后将韩亚航空飞行常客奖励计划韩亚俱乐部纳入大韩航空的SKYPASS。
2021年3月，大韩航空宣布，其与韩亚航空的合并将推迟，等待相关竞争管理机构的批准。韩亚航空将作为子公司运营，其运营、IT和其他系统将由大韩航空负责，直至2024年。
2021年6月30日，此次合并后的计划已最终确定并获得韩国产业银行的批准，尚待监管部门批准。

## 历史
2022年11月，韩国政府提议将大韩航空与韩亚航空合并，打造“国家冠军航空公司”，拯救当时陷入困境的韩亚航空。
为了确保合并的顺利进行，必须取得两家航空公司主要市场竞争管理机构的反垄断批准。2021年，此次合并获得美国司法部的批准。美国是两家航空公司的重要市场，但需要该航空公司提交并审查进一步的补救措施。2023年2月，经确认，此次合并未经欧盟和美国当局批准，合并将无法进行。当时，韩国政府认为欧盟和美国不太可能批准。而韩亚航空正在探索备用计划，例如从外国支持者（建议是阿联酋的穆巴达拉投资公司）对韩亚航空进行股权投资，以帮助其保持生存能力。
2023年5月，据报道，美国司法部正考虑提起诉讼，以反竞争为由禁止该合并。到2023年6月，鉴于监管阻力，合并被认为越来越不可能实现。
2023年8月，《韓國經濟新聞》报道称，韩国开发银行正在寻求B计划，为拟议的合并失败做准备。这是因为一些人士越来越相信美国和欧洲当局会阻止合并。2023年9月27日，韩联社报道称，大韩航空已向欧盟委员会提交了一份修改后的申请，提议剥离韩亚航空的货运部门，并放弃在巴塞罗那、罗马、巴黎和法兰克福等一些欧盟机场的起降时刻，以满足竞争担忧。
截至2024年2月，作为重要市场的美国当局尚未批准该合并。大韩航空随即转向新的收购计划，即收购韩亚航空63.88%的股份（而非全面合并）后，美国司法部于2024年12月批准，使收购得以完成。

## 各国批准概况
| 国家 | 状态   | 备注 |
| ---- | ------ | --- |
| 中国 | 已批准 | 2022年12月26日经中华人民共和国商务部批准。 |
| 欧盟 | 已批准 | 欧盟委员会对拟议的合并提出正式反对意见。 修改申请于2023年11月2日提交，11月3日接收。 2024年2月13日获得欧盟委员会有条件批准。2024年11月28日获得批准。 |
| 日本 | 已批准 | 2024年1月31日获得批准。 |
|      | 已批准 | 2022年2月22日获得韩国公正交易委员会有条件批准。 |
| 英国 | 已批准 | 2023年3月1日获得竞争与市场管理局批准。 |
| 美国 | 已批准 | 2023年5月22日因垄断问题被司法部禁止合并。 2024年12月2日，大韩航空改为仅收购63.88%韩亚航空的股份，合并得以批准。                                     |

### 中国
2022年12月26日，中华人民共和国商务部宣布批准大韩航空与韩亚航空合并。

### 欧盟
2023年3月17日，欧盟委员会发布深入调查结果，结论是该合并将限制欧洲和韩国之间的竞争，导致市场力量集中。具体而言，欧盟委员会指出，韩国与法国、德国、意大利和西班牙之间的客运航线竞争减少，整个欧洲与韩国之间的航空货运竞争减少。由于两家公司未能在委员会规定的最后期限前提供拟议的纠正措施，委员会于2023年6月中止了对该合并的调查。
2023年10月，大韩航空宣布解决欧盟委员会担忧的补救措施，即剥离飞往巴塞罗那、法兰克福、巴黎和罗马的航线，并将其（连同相关机场的起降时刻）转让给韩国低成本航空公司德威航空，同时租赁空中客车A330飞机及机组人员。大韩航空还将出售韩亚航空的货运部门，韩亚航空董事会于2023年11月批准该计划。
大韩航空于2023年11月2日向欧盟委员会重新提交申请，并提出这些让步，以供评估。然而，韩联社报道称，由于大韩航空和韩亚航空提交的申请中“缺少信息”，委员会尚未恢复调查。
2024年1月，路透社报道称，在两家航空公司做出让步后，欧盟委员会预计将批准此次合并。2024年2月，大韩航空获得欧盟委员会有条件批准，以整合韩国航空市场，但前提是确定其货运业务的可接受买家，并向德威航空提供资产，以开通飞往巴塞罗那、法兰克福、巴黎和罗马的航线。

### 日本
2023年11月，日本正式提出阻止合并，理由是合并后的航空公司将在日本和韩国之间的空中交通中占据近70%的份额。反对意见还提到了两家航空公司计划合并其旗下的三家廉价航空公司子公司。
日本于2024年1月31日批准该合并。作为协议的一部分，合并后的航空公司同意，如果补救措施实施者选择在7条航线上运营，则将这7条航线的起降时刻让给竞争对手，这些航线分别是首尔/仁川至福冈、名古屋、大阪/关西和札幌，以及釜山至大阪、札幌和福冈。

### 韩国
韩国公正交易委员会于2022年2月22日有条件批准该合并，要求合并后的航空公司放弃其在某些地区的部分机场时刻和运输权。委员会评估认为，合并将导致26条国际航线和14条国内航线的垄断，但将纠正措施交给海外当局，给予了10年的有条件批准，条件如下：
- 结构性措施，包括在未来10年内转让国内、国际航班时刻及运力权。
- 限制性措施，包括限制票价、禁止减量供应。
- 保持客户服务质量
- 6个月内提交常旅客计划整合方案，经委员会批准后执行。

### 英国
英国竞争与市场管理局于2022年11月以垄断问题为由推迟了对该合并的审查，这让大韩航空有时间提出解决竞争问题的计划。作为补救措施，大韩航空提议将每周七个航班时刻的运营权转让给维珍航空，以开通伦敦/希思罗至首尔/仁川的航线。英国最终于2023年3月1日正式批准该项合并。

### 美国
2023年5月，据报道，美国司法部正在考虑提起诉讼，以反竞争为由阻止该合并。
为了获得合并批准，大韩航空提议将一些业务转让给普莱米娅航空。转让的业务包括飞机和机组人员。美国司法部拒绝了这一提议。
2024年12月，大韩航空决定仅收购韩亚航空63.88%的股份，而非全面合并，美国司法部最终批准该合并。

### 非主要市场
除了重要国家的市场外，两家公司还寻求被视为“非重要”市场的国家当局对此次合并进行审查。
2021年6月，菲律宾成为第一个批准合并的“非主要国家市场”。新加坡、马来西亚、土耳其、越南、中华民国、泰国和澳大利亚也批准了合并案。

## 公众对拟议合并的反应
2023年10月，代表韩亚航空工人的工会对此次合并表示抗议，声称该交易的最终目标是“解散韩亚航空”，并且合并“不符合国家利益或人民的便利”。
美国一位分析师将此次合并形容为“美国飞往韩国的最大航空公司（达美航空）与韩国两大航空公司的联合”，实际上消除了美国和韩国航司之间的竞争。